# Mimemodes harmandi
Mimemodes harmandi es una especie de coleóptero de la familia Monotomidae.

## Distribución geográfica
Habita en el oeste de Bengala.